# Mistrzostwa Ameryki Środkowej i Karaibów w Lekkoatletyce 1987
11. Mistrzostwa Ameryki Środkowej i Karaibów w Lekkoatletyce – zawody lekkoatletyczne, które odbyły się w dniach 24-26 lipca 1987 w Caracas.

## Rezultaty

### Mężczyźni
| Konkurencja                   | 1. miejsce                                                         | Wynik    | 2. miejsce                                                                 | Wynik    | 3. miejsce                                                               | Wynik    |
| ----------------------------- | ------------------------------------------------------------------ | -------- | -------------------------------------------------------------------------- | -------- | ------------------------------------------------------------------------ | -------- |
| Bieg na 100 m                 | Juan Núñez                                                         | 10,22    | Luis Morales                                                               | 10,37    | John Mair                                                                | 10,39    |
| Bieg na 200 m                 | Clive Wright                                                       | 20,64    | Juan Núñez                                                                 | 20,79    | John Mair                                                                | 20,99    |
| Bieg na 400 m                 | Elvis Forde                                                        | 45,63    | Jesús Malavé                                                               | 45,68    | Ian Morris                                                               | 45,90    |
| Bieg na 800 m                 | William Wuycke                                                     | 1:49,1   | Raúl Mesa                                                                  | 1:49,8   | Dennis Hines                                                             | 1:50,3   |
| Bieg na 1500 m                | Raúl Mesa                                                          | 3:46,17  | José Isaac                                                                 | 3:46,82  | Linton McKenzie                                                          | 3:46,87  |
| Bieg na 5000 m                | Pablo Cerón                                                        | 14:06,20 | Pedro Ortiz                                                                | 14:09,58 | Carlos Quiñones                                                          | 14:13,53 |
| Bieg na 10 000 m              | Rafael Zepeda                                                      | 29:46,62 | Silvio Salazar                                                             | 30:38,69 | José Carmona                                                             | 30:38,74 |
| Półmaraton                    | Alfredo Bolívar                                                    | 1:13:26  | Óscar González                                                             | 1:13:42  | Jahir Mosquera                                                           | 1:13:59  |
| Bieg na 3000 m z przeszkodami | Juan Ramón Conde                                                   | 8:42,38  | Diosdaro Martos                                                            | 9:03,90  | José Bolivar                                                             | 9:19,46  |
| Bieg na 110 m przez płotki    | Jacinto Álvarez                                                    | 13,83    | Ángel Bueno                                                                | 14,01    | Modesto Castillo                                                         | 14,06    |
| Bieg na 400 m przez płotki    | Winthrop Graham                                                    | 49,58    | Francisco Moret                                                            | 50,45    | Antonio Smith                                                            | 50,94    |
| Sztafeta 4 × 100 m            | Jamajka Greg Meghoo · Mark Senior · Clive Wright · John Mair       | 39,45    | Panama Florencio Aguilar · Héctor Daley · Alfonso Pitters · Luis Smith     | 40,48    | Dominikana Modesto Castillo · Juan Núñez · Rafael Mejía · Osvaldo Aquino | 40,65    |
| Sztafeta 4 × 400 m            | Jamajka Winthrop Graham · Devon Morris · Mark Senior · Berris Long | 3:03,54  | Wenezuela Charles Boddington · Rafael Díaz · Jesús Malavé · Aaron Phillips | 3:05,15  | Kuba Agustín Pavó · José Isaac · Raúl Mesa · Francisco Moret             | 3:07,17  |
| Chód na 20 km                 | Carlos Ramones                                                     | 1:34:34  | Francisco Vargas                                                           | 1:34:34  | Nicolás Soto                                                             | 1:41:14  |
| Skok wzwyż                    | Clarence Saunders                                                  | 2,26     | Francisco Centelles                                                        | 2,20     | Bárbaro Díaz                                                             | 2,20     |
| Skok o tyczce                 | Miguel Saldarriaga                                                 | 5,05     | Brent Vanderpool                                                           | 4,75     | Liston Boschette                                                         | 4,75     |
| Skok w dal                    | Ray Quiñones                                                       | 8,01     | Ubaldo Duany                                                               | 8,00     | Miguel Valle                                                             | 7,92     |
| Trójskok                      | Héctor Marquetti                                                   | 16,91    | Norbert Elliott                                                            | 16,40    | Steve Hanna                                                              | 16,32    |
| Pchnięcie kulą                | Narciso Boué                                                       | 18,15    | Pedro Contreras                                                            | 17,30    | Samuel Crespo                                                            | 16,46    |
| Rzut dyskiem                  | Roberto Moya                                                       | 60,10    | Samuel Crespo                                                              | 48,00    | Luis Palacios                                                            | 46,78    |
| Rzut młotem                   | Vicente Sánchez                                                    | 69,86    | Eladio Hernández                                                           | 64,44    | Edmundo Castillo                                                         | 56,50    |
| Rzut oszczepem                | Luis Lucumí                                                        | 72,46    | Orlando Hernández                                                          | 71,20    | Héctor Duharte                                                           | 70,84    |
| Dziesięciobój                 | Miguel Valle                                                       | 7586     | Ernesto Betancourt                                                         | 7534     | Rubén Herrada                                                            | 6734     |

### Kobiety
| Konkurencja                | 1. miejsce                                                               | Wynik   | 2. miejsce                                                                   | Wynik   | 3. miejsce                                                                | Wynik   |
| -------------------------- | ------------------------------------------------------------------------ | ------- | ---------------------------------------------------------------------------- | ------- | ------------------------------------------------------------------------- | ------- |
| Bieg na 100 m              | Amparo Caicedo                                                           | 11,75   | Alejandra Flores                                                             | 12,01   | Rosa García                                                               | 12,26   |
| Bieg na 200 m              | Ester Petitón                                                            | 23,67   | Amparo Caicedo                                                               | 24,07   | Yolande Straughn                                                          | 24,17   |
| Bieg na 400 m              | Norfalia Carabalí                                                        | 51,70   | Cathy Rattray                                                                | 51,83   | Ester Petitón                                                             | 53,99   |
| Bieg na 800 m              | Angelita Lind                                                            | 2:04,87 | Cathy Rattray                                                                | 2:05,85 | Norfalia Carabalí                                                         | 2:07,67 |
| Bieg na 1500 m             | Milagros Rodriguez                                                       | 4:29,34 | Angelita Lind                                                                | 4:29,51 | Fabiola Rueda                                                             | 4:34,89 |
| Bieg na 3000 m             | Milagros Rodriguez                                                       | 9:58,86 | Yolanda González                                                             | 9:59,05 | Fabiola Rueda                                                             | 9:59,13 |
| Bieg na 10 000 m           | Isabel Juárez                                                            | 35:06,2 | Fanny Romero                                                                 | 36:09,4 | Emperatriz Wilson                                                         | 37:07,2 |
| Bieg na 100 m przez płotki | Sandra Taváres                                                           | 13,49   | María Torreblanca                                                            | 13,63   | Mary Hawkins                                                              | 13,82   |
| Bieg na 400 m przez płotki | Belkis Chávez                                                            | 58,02   | Carmen Rodríguez                                                             | 1:04,24 | Rosa Urbina                                                               | 1:04,64 |
| Sztafeta 4 × 100 m         | Kolumbia Amparo Caicedo · Norfalia Carabalí · Olga Escalante · Elia Mera | 45,29   | Meksyk Alejandra Flores · Rosa García · Sandra Taváres · Alma Vázquez        | 46,25   | Kuba Niurka Montalvo · Ester Petitón · Luisa Peña · María Torreblanca     | 47,01   |
| Sztafeta 4 × 400 m         | Kuba Ester Petitón · Milagros Rodríguez · Luisa Peña · Belkis Chávez     | 3:27,23 | Barbados Yolande Straughn · Deborah Ross · Jacqueline Hinds · Yvette Wickham | 3:40,35 | Portoryko Angelita Lind · Dagmar Rosado · Walesica Ramos · Roxanne Oliver | 3:41,82 |
| Skok wzwyż                 | Mazel Thomas                                                             | 1,81    | María del Carmen García                                                      | 1,81    | Victoria Despaigne                                                        | 1,78    |
| Skok w dal                 | Niurka Montalvo                                                          | 6,31    | Madeline de Jesús                                                            | 6,11    | Mazel Thomas                                                              | 5,98    |
| Pchnięcie kulą             | Lissete Martínez                                                         | 17,22   | Jenny Quintero                                                               | 13,94   | Marlene Lewis                                                             | 13,61   |
| Rzut dyskiem               | Bárbara Hechavarría                                                      | 54,94   | Rita Álvarez                                                                 | 54,10   | María Isabel Urrutia                                                      | 52,60   |
| Rzut oszczepem             | Herminia Bouza                                                           | 62,78   | Marieta Riera                                                                | 55,14   | Mariela Riera                                                             | 50,34   |
| Siedmiobój                 | Victoria Despaigne                                                       | 5514    | Laiza Carrillo                                                               | 5130    | Daisy Ocasio                                                              | 4879    |

## Klasyfikacja medalowa
*   Gospodarz ( Wenezuela)
| Miejsce | Reprezentacja     | Złoto | Srebro | Brąz | Razem |
| ------- | ----------------- | ----- | ------ | ---- | ----- |
| 1       | Kuba              | 18    | 15     | 8    | 41    |
| 2       | Kolumbia          | 5     | 5      | 5    | 15    |
| 3       | Meksyk            | 5     | 3      | 1    | 9     |
| 4       | Jamajka           | 5     | 2      | 6    | 13    |
| 5       | Wenezuela*        | 2     | 6      | 8    | 16    |
| 6       | Portoryko         | 2     | 4      | 6    | 12    |
| 7       | Dominikana        | 1     | 1      | 2    | 4     |
| 8       | Barbados          | 1     | 1      | 1    | 3     |
| 9       | Bermudy           | 1     | 0      | 0    | 1     |
| 10      | Bahamy            | 0     | 2      | 1    | 3     |
| 11      | Panama            | 0     | 1      | 1    | 2     |
| 12      | Trynidad i Tobago | 0     | 0      | 1    | 1     |
| Razem   | Razem             | 40    | 40     | 40   | 120   |